# Rubroscirus exoterica
Rubroscirus exoterica är en spindeldjursart som först beskrevs av Tseng 1980.  Rubroscirus exoterica ingår i släktet Rubroscirus och familjen Cunaxidae. Inga underarter finns listade i Catalogue of Life.